# Этнография
Этногра́фия (от др.-греч. ἔθνος — народ и γράφω — пишу) — наука, изучающая народы-этносы и другие этнические образования, их происхождение (этногенез), состав, расселение, культурно-бытовые особенности, а также их материальную и духовную культуру.

## Предмет этнографии
Основным предметом этнографии является изучение народов мира, их духовной и материальной культур, их историческое развитие. Важное место занимает изучение этногенеза — истории возникновения того или иного этноса, становление социальных институтов. В последнее время уделяется внимание и межэтническим взаимоотношениям. Как отмечает Дидье Фассен: 

Этнография часто понимается исключительно как метод, в соответствии с известным восторженным отчетом Бронислава Малиновского о его полевой работе среди Тробрианских островов. Ее также считали письмом в соответствии с этимологией слова, особенно после сборника под редакцией Джеймса Клиффорда и Джорджа Маркуса. Двойственное измерение полевой работы и письма, которое обычно следует почти линейному хронологическому развитию от первого ко второму, подразумевает, что этнографическая работа заканчивается отправкой окончательной рукописи издателю.Оригинальный текст (англ.)Ethnography is often purely conceived of as a method, in line with Bronislaw Malinowski’s famously enthusiastic account of his fieldwork among the Trobriands. It has also been thought of as writing in accordance with the etymology of the word, especially after the collection edited by James Clifford and George Marcus. The dual dimension of fieldwork and writing, which typically follows an almost linear chronological development from the former to the latter, implies that the ethnographic work ends with the sending of a final manuscript to a publisher.

## Этнография и этнология
Судьба двух названий во многом сопровождалась теми или иными историческими условиями. Так, в отечественном народоведении XVIII-XIX веках в основном употреблялось понятие «этнография», тогда как в западноевропейских странах употреблялись понятия «антропология» и «этнология».
Н. Н. Харузин (1865—1900) определял этнографию как науку, «которая, изучая быт отдельных племён и народов, стремится отыскать законы, согласно которым шло развитие человечества на низших ступенях культуры».
После непродолжительного употребления термина «этнология» в послереволюционные годы, в 1920—1930 гг. народоведение снова возводится к понятию этнографии как науки о народах и вспомогательной исторической дисциплины. В это время отечественную науку о народах сформировали такие учёные, как С. А. Токарев («Этнография — часть исторической науки, изучающая материальную и духовную культуру, быт народов»), Ю. Бромлей, С. П. Толстов, Н. Н. Чебоксаров, Р. Ф. Итс и другие.

По поводу терминологии Р. Ф. Итс (1928—1990) писал: 
Предлагаемое некоторыми советскими исследователями изменение названия "этнография" на "этнология" либо выделение на основе теоретических аспектов этнографии той же "этнологии" не оправдано и не способствует терминологической ясности, так как под термином "этнография" давно уже понимается не столько "народо (этнос) - описание (графо)", сколько "народоведение", что практически является русским переводом термина "этнология".

Коренной сдвиг в употреблении как термина, так и самой науки происходит в 1990-е годы. После принятия решения о переименовании Института этнографии АН СССР в Институт этнологии и антропологии, происходит фактически раздвоение понятия, образование двуязычия. Во многом это связано с деятельностью директора института В. А. Тишкова:
Не так-то просто было решиться на переименование института и дисциплины в целом из этнографии в этнологию, если несколько поколений формировалась идентичность ученых как этнографов, а само слово «этнография» сохраняло своё достойное содержание. Критиков и обидных высказываний на этот счет было много до и после того, когда Президиум РАН в 1990 г. принял постановление переименовать институт, а союзников было очень мало. Мне было важно модернизировать дисциплину, вписать её в мировое этнологическое и антропологическое знание, сохранив при этом цеховую основу нашей науки – её этнографический метод.
Конец 1980-х – начало 1990-х гг. были временем разброда и даже раскола в некогда казавшемся дружном сообществе советских этнографов. Мне казалось, что создание национальной ассоциации и проведение дисциплинарных конгрессов необходимы для развития отечественной этнологии и антропологии и для исполнения координирующей роли института. Ассоциация этнографов (именно этнографов, чтобы не совершать насилие над всем отечественным сообществом!) и антропологов России была создана. Первый конгресс прошел в 1995 году в г. Рязани. В нём участвовало около 80 ученых, в том числе из Грузии и других новых государств. Сильно покусанные комарами в пойме р. Оки, где было место проведения конгресса, эти люди заложили новую традицию. VII Конгресс в 2007 г. в г. Саранске собрал более 700 участников!  Эта традиция будет жить долго.

Двуязычие сохранилось, что ярко выражено в наименовании кафедр — Кафедра археологии, этнографии и источниковедения АлтГУ, Кафедра этнографии и музееведения ОмГУ, Кафедра антропологии и этнографии СПбГУ:
В последние годы в России все чаще науку, изучающую народы Земли, их культуру и бытовой уклад, традиции и обычаи, начинают называть не этнография, что буквально означает "народоописание", как это было принято в нашей стране в XIX и в первой половине XX в., а этнология, т. е. "народоведение", как это принято в ряде научных школ Запада. Кафедра Петербургского университета и своим наименованием и своей учебной программой стремится продолжать традиции отечественной науки, заложенные в нашем городе с самого его основания. В понятие этнография кафедра по-прежнему, как это было в российской науке XIX в., вкладывает как эмпирическое, описательное содержание процесса изучения народов, так и теоретическое, этнологическое, осмысление закономерностей их развития и взаимодействия. Сегодня основным объектом внимания этнографии (этнологии) является биосоциальная общность - этнос (народ), а основной задачей этнографов - исследование вопросов, связанных с образованием этносов, их расселением, внутренними и внешними особенностями, их региональными и глобальными взаимосвязями.

## Проблема понятия «этнос» в этнографии
Ещё в XIX веке возникают первые попытки объяснить, что означает понятие «этнос», «народ». Одним из первых попытался это сделать А. Бастиани. Он пришёл к выводу, что типами существования этноса являются нация, народность, племя, как самодостаточные, самопроизводящиеся путём воспроизведения этнического самосознания и этнически однородных браков, целостные и устойчивые, односистемные образования. Впрочем, такое объяснение не смогло удовлетворить исследователей, так как не учитывало факторы, например, этнокультурной и языковой ассимиляции.
Под влиянием трудов эволюционистов, а также трудов К. Маркса и Ф. Энгельса, появляется новая теория — этносы как социальные группы, возникшие в ходе исторического процесса (в трудах марксистов он часто выглядел так — племя, народность, капиталистическая нация (а иногда и без этого периода), социалистическая нация).
В СССР также велись исследования на тему сущности понятия «этнос». Одно из основных теоретических положений было выдвинуто академиком Ю. В. Бромлеем, который выделил этнос как «этникос» в локальном смысле и этнос как этносоциальный организм. Ю. Бромлей разделял понятия «этникос» и «нация», так он писал: «Этникосы и этносоциальные организмы — основные виды этнических общностей. Но ими этническая структура человечества не исчерпывается. Многие этносы, особенно крупные, нередко сами состоят из так называемых этнографических групп или субэтносов. Этими терминами принято обозначать территориальные части этноса, отличающиеся локальной спецификой разговорного языка, культуры и быта, имеющие иногда самоназвание и как бы двойственное самосознание. Этнографические группы часто ведут своё происхождение от вошедших в народность или нацию племенных компонентов. Иногда они возникают при социально-религиозной дифференциации этноса, а также в результате сильного расширения этнической территории, когда мигрирующие части этноса попадают в различную природную среду, взаимодействуют с различными соседними этносами и т. д.»
В современной России исследованием проблематики «этноса» занимается, в частности, В. А. Тишков, который выстраивает свою теорию на основе зарубежных исследований. Одной из причин зарождения конструктивизма (такое название получила это теория) стало обострение национального вопроса в некоторых зарубежных странах. Понятие о расе в ней заменено на «фенотип».
Важнейшим понятием в современной этнологии и этнографии является понятие «этничности» как совокупности языковых, культурных и других признаков, отделяющую один социум от другого.

## Методы этнографии
Основным методом этнографии является непосредственное наблюдение быта и нравов народов земного шара, их расселение и культурно-исторические взаимоотношения, с последующим их анализом. Поскольку этнография изучает современные народы не только в их существующем, но и в их историческом и культурном развитии, этногенезе и истории становления социальных институтов, то используются также и письменные и вещественные источники.
Методом непосредственного наблюдения является работа этнографа на территории его исследования, и именуется полевым этнографическим исследованием (полевая этнография).
Полевая этнография — исследования, ведущиеся среди живых народов с целью сбора первоначальных этнографических данных об отдельных структурных компонентах традиционно-бытовой культуры и их функционирования как определённой системы.
Все полевые этнографические исследования можно разделить на два типа:
- Стационарные — долгое проживание среди изучаемого народа, в результате чего этнограф более глубоко узнаёт его материальную и духовную культуру, а также быт. Из недостатков — малый охват территории, а следовательно и невозможность сравнительного исследования с другими областями (Яркими представителями были В. Г. Богораз, Л. Я. Штернберг, Н. Н. Миклухо-Маклай, Б. Малиновский и др.).
- Экспедиционный — наиболее распространённый метод сбора этнографического материала, позволяет за короткое время (от нескольких недель до пары месяцев) собрать материал о быте, жилище, одежды, утвари то есть о том, что не требует стационарного наблюдения[22].

Во время полевых этнографических исследований используют следующие методы:
- Наблюдение — метод, при котором исследователь вживается в изучаемую среду, различают простое — наблюдение со стороны или внутреннее, когда исследователь принимает участие в жизни изучаемого социума.
- Опрос — метод сбора первичной информации. Этнограф сначала составляет вопросник, а потом беседует по нему с жителями.
- Анкетирование — метод, при котором исследователь не лично беседует с информатором, а путём анкеты (через почту, путём раздачи листовок или прессы).
- Интервью — личная беседа с использованием вопросника.

Также существуют:
- Метод пережитков — изучение тех или иных явлений, которые ещё остаются у народов, но потеряли своё прежнее значение.
- Сравнительно-функциональный (или кросс-культурный) метод, позволяющий путём сравнения выявлять общее в развитии народов, а также их причины.

## Хозяйственно-культурные типы
Давно было замечено, что народы, говорящие на разных языках имеют много общего в духовной и материальной культурах, а родственные наоборот, иногда очень отличаются. Именно поэтому были сформулированы понятия о «хозяйственно-культурных типах» и «историко-этнографических областях».
Хозяйственно-культурный тип (ХКТ) — комплекс особенностей хозяйства и культуры, сложившийся исторически у различных народов, находящихся на близких уровнях социально-экономического развития и обитающих в сходных естественно-географических условиях.
Все хозяйственно-культурные типы зависят в первую очередь от способа производства каждого конкретного общества, так как именно он определяет в конечном счёте характер взаимодействия с окружающей средой. Именно поэтому, из-за различия в промыслах, изготовления пищи, утвари и т. д., появляются и особенности у разных народов (Ср.: наличие схожих верований у народов Поволжья и кельтов, а также со славянским населением — общность производства — земледелие, и связанный с ним, аграрный культ). От вида ХКТ зависит и социальный строй общества. Все хозяйственно-культурные типы можно разделить на 3 больших группы:
- Группа с преобладающей ролью охоты, собирательства и рыболовства, т. н. «присваивающий» вид хозяйства
- Мотыжные земледельцы и животноводы. Здесь экономика более устойчива, и носит регулярный характер. Становится возможным сохранять часть продуктов на время, появляется избыток, а следовательно и появление раннеклассовых отношений (например, рабовладение, без накопления, «избытка», оно было бы невозможно, ведь нечем было бы кормить рабов).
- Плужные земледельцы. Главная особенность — использование при сельскохозяйственной работе тягловой силы животных. Производительность труда возрастает, именно этот тип был основным способом производства у классовых обществ Азии, Европы и Африки.

Эти три типа являются поверхностными (общими), и сами делятся на другие типы (например: охотники и собиратели лесов жаркого пояса, высокогорные скотоводы-кочевники и т. д.)

## Историко-культурные области
Историко-культурные области (историко-этнографические) — территории, население которых обладает похожей духовной и материальной культурой, связанные исторической судьбой, общностью экономического развития, возникших в результате тесного взаимного влияния. В отличие от Хозяйственно-культурных типов, историко-этнографические области зависят именно от территориальной близости, тогда как первые — от характера производства и среды обитания. Например, ХКТ пашенных земледельцев лесостепей и лесов умеренного пояса — это территории умеренного пояса Европы и стран Азии и Северной Америки (после колонизации).

## Антропологическая классификация
Классификация основанная на внешнем (антропологическом) различии человечества. Согласно этой части народоведения народы делятся на расы, которые также имеют свои подтипы:
| Антропологические типы человечества | Антропологические типы человечества                                                                        | Антропологические типы человечества                           | Антропологические типы человечества             | Антропологические типы человечества |
| Европеоидная раса | Монголоидная раса                                                                                          | Негроидная раса                                               | Австралоидная раса                              | Переходные группы |
| --- | --- | ------------------------------------------------------------- | ----------------------------------------------- | --- |
| Североевропейские типы: - Атланто-балтийская - Беломорско-балтийская Переходные типы: - Альпийская - Среднеевропейская - Восточноевропейская Южные типы: - Средиземноморская - Индо-афганская - Балкано-кавказская - Переднеазиатская (арменоидная) - Памиро-ферганская | Азиатский тип - Континентальные монголоиды - Арктическая раса - Тихоокеанские монголоиды Американские расы | Негры Негрилли (пигмеи) Капоидная раса — Бушмены и готтентоты | Веддоиды Австралийцы Айны Папуасы и меланезийцы | Между европеоидами и азиатской ветвью монголоидов: - Уральская раса - Лапоноиды - Южносибирская раса - Памиро-ферганская раса - Сибирский расовый тип Между европеоидами и американской расой: - Американские метисы Между европеоидной и негроидной расами: - Мулаты - Эфиопская малая раса - Малые расы Западного и Восточного Судана - Южные синиды или Южноазиатская (малайская) раса |

## Лингвистическая классификация
Важным при изучении народов является лингвистическая классификация, которая делится на два типа — морфологический и генетический. Для этнографии особую важность имеет именно генетическая классификация, так как родство языков подразумевает и родство их носителей (за исключением, например, испанского и английского и некоторых других, где исторический процесс отличался).
| Языковая классификация                                                                         | Языковая классификация |
| Типологическая (морфологическая)                                                               | Генетическая |
| ---------------------------------------------------------------------------------------------- | --- |
| Языки флективного строя Языки агглютинативного строя Изолирующие языки Полисинтетические языки | Индоевропейские языки Кавказские языки Уральские языки Алтайские языки Дравидийские языки Палеоазиатские языки Австронезийские языки Сино-тибетские языки (китайско-тибетские) Афразийские языки Нигеро-конголезские языки Нило-сахарские языки Койсанские языки Языки Океании и Австралийские языки Языки индейцев Северной Америки Языки индейцев Южной Америки и другие |

## Связь этнографии с другими науками
Несмотря на то, что этнография является частью исторической науки, она имеет много общего и с другими дисциплинами.

### Этнография и антропология
Теснейшими узами связана этнография с этой наукой. Несмотря на то, что физическая антропология изучает народы в их антропологическом многообразии, взаимодействие очевидно: иногда даже родственные народы и племена имеют отличия, объяснить которые только сравнением фольклора и письменными источниками нельзя. Лишь только изучением антропологических особенностей можно выделить те или иные гипотезы (например, таджики Памира в результате долгой территориальной изоляции обособились от остального населения, что наложило отпечаток и на их культуру). Важнейшее значение антропология имеет и при изучении этногенеза. Неслучайно кафедра этнографии в СПбГУ носит название Кафедра этнографии и антропологии.

### Этнография и социология
Э. Дюркгейм считается основателем школы в этнографии (социологическая школа). Его учение об обществе, понятие социума применимы и в этнографии. Ведь что такое этнос, как не социум? Со своими культурными и историческими связями, общим мифом о происхождение и т. д.
Методы этнографии по изучению народов очень похожи на социологические — это и анкетирование, вопросник, наблюдение и т. д. Сегодня, обе науки тесно взаимодействуют друг с другом, используя совместные и отдельные работы. Современное изучение города (особенно мегаполиса) невозможно без социологии. Появилась новая дисциплина — этносоциология.

### Этнография и психология
Ещё и раньше пытались объяснить те или иные верования психологией. Одними из первых были З. Фрейд и К. Г. Юнг.
Их труды подверглись жесткой критике (С. А. Токарев, Ю. В. Бромлей, Ф. Боас, Б. Малиновский, К. Леви-Стросс и многие другие). Главными причинами являются:
- Если народы обладают индивидуальной психологией, то чем объяснить схожесть ритуалов с другими?
- Понятие о мифе К. Г. Юнга. Но, если он вариантный и встречается у разных народов и племен, как это объяснить? Лишь одним образом мышления? Психология не находит ответы на эти вопросы.
- Как объяснить те или иные характеристики поведения? Например, население США было грубым и невежественным, что изменилось? Психология? — нет, именно промышленный прогресс, а как следствие и наука повлияли на людей.

Таким образом, не сама психология влияет на этнографию, а наоборот, этнография помогает постичь и психологию. Ведь человек очень связан с материальной культурой, что накладывает отпечаток и на его мышление.
В 90 годы XX века возникает новое направление психологии в рамках народоведения — этнопсихология. По мнению сторонников этой дисциплины это связано с тем, что «начиная с 60-70 гг. нашего столетия в мировом масштабе наметились процессы, характеризующиеся стремлением народов сохранить свою самобытность, подчеркнуть уникальность бытовой культуры и психологического склада, всплеском у многих миллионов людей осознания своей принадлежности к определённому этносу».

Данные воззрения вызвали негативную реакцию у видных этнографов и этнологов. Так В. А. Тишков, директор Института этнологии и антропологии РАН им. Н. Н. Миклухо-Маклая, пишет: 
Последние фишки неофитов в сфере этнологии — это психологизация этноса и национализма, выросшие из уязвимой романтики С. М. Широкогорова. Этнопсихология, не порвавшая пуповину с этносом,- одно из наваждений, от которого придётся избавляться десятилетиями… Одна из российских этнопсихологов сокрушается… Может быть, страшит то, что критическое отношение к самому феномену этноса как организму со своей этнопсихологией может поставить вопрос хотя бы о более тонком инструментарии этнопсихоанализа (например, необходимость введения при опросе, кроме групп русских и удмуртов, референтной группы лиц смешанной национальности)? И тогда вся этнопсихология и « этнические характеры» осыпятся сверху донизу.

## История этнографии

### Ранняя история науки
Ещё в Древнем Египте были те или иные этнографические исследования, где были описаны соседние народы (Палермский камень, записи на гробницах и др.), позже появляются наблюдения из Месопотамии и раннебиблейских текстов. Но, первым исследователем применившим метод непосредственного наблюдения, а также честно описавшего на основании их народы, следует считать Геродота: 
Геродот описывает одну за другой страны, подвластные персидскому царю, говорит об их народах, добросовестно пересказывая все, что ему о них известно: их происхождение (главным образом по легендам), образ жизни, религия, обычаи… В целом Геродот, и как историк, и как географ, и как излагатель обильных этнографических сведений, знаменует собой некий переходный этап — от стиля наивно безыскусственного летописания к научному исследованию; от доверчивого пересказывания мифов — к рационалистической их критике.
Впоследствии труды об этнографии дополняются такими исследователями как Фукидид, у которого материал более скуден, а также упоминается лишь с теми или иными событиями связанными с Элладой, Ксенофонт и другие.

Важные этнографические источники сообщают историки римского времени : Полибий, Страбон, Павсаний, Демокрит и «отец медицины» Гиппократ, где он объясняет различия между народами географической средой: 
Что же касается вялости духа и трусости, то наибольшей причиной, почему азиаты менее воинственны, чем европейцы, и отличаются более тихим нравом, суть времена года, которые не производят больших перемен ни к теплу, ни к холоду…
Очень важные работы оставил Г. Ю. Цезарь, так, например, в Записках о Галльской войне, полководец, рассматривая военный потенциал кельтов, сравнивает их с германскими племенами.
Богатейший этнографический материал собрал римский историк Корнелий Тацит. Уже в своих ранних работах историк пытается систематизировать увиденное — откуда, например, произошли народы Британии, чем объясняется их историко-этнографическое многообразие. Но, особенно важен труд «О происхождении германцев и местонахождение Германии», который С. А. Токарев называет: «Это буквально этнографическая монография, притом, видимо, самая ранняя в мировой литературе». Также существуют труды А. Марцеллина.

### Средневековье
После падения Западной Римской империи (476 г.), центр науки перемещается на восток — к Византии, менее затронутой и пострадавшей от набегов. Данный период знаменуется произведениями таких авторов как Прокопий Кесарийский, который оставил ценнейшие источники о славянах, где даёт описание быта и культуры антов и склавинов, их расселение и внешний вид. В дальнейшем важные источники по истории оставили Иордан, Константин Багрянородный, Анна Комнин и другие.
Позже особую важность имеют источники описывающие Крестовые походы, а также средневековые западноевропейские хроники, например, Титмара, Адама Бременского и Гельмольда. По странам Востока можно выделить труды таких исследователей и путешественников как Юлиана — целью которого было узнать о судьбе венгров после нашествия монголов; Плано Карпини, написавшего известную «Историю монгалов» (Libbelus historicus); Рубрука («Путешествие в восточные страны»). Ценнейшую информацию оставил венецианец Марко Поло, 25 лет проживавшего в Китае и произведение которого «Книга Марко Поло» становится очень популярным в Европе.
Русский путешественник Афанасий Никитин оставил после путешествия по Индии и Персии путевые записи, известные сегодня как Хождение за три моря.

### Эпоха Великих географических открытий
После открытия новых земель европейцами, таких как Африки южнее Сахары (Гвинейское побережье, Мадагаскар, Занзибар; Америки (от совр. Мексики и Перу, до районов Атлантического побережья и бассейна Миссисипи), появляются и первые этнографические данные о регионах. Существуют труды Педро Мартира «О Новом Свете», Г. Ф. Овиедо-и-Вальдеса, Диего де Ланда («Сообщение о делах в Юкатане») и другие.
Бернардина де Саагуна считают предшественником современных этнографов, ибо для него характерны тщательное изучение местного языка, разработка плана исследования, подбор информаторов, запись услышанного на языке информатора, критическое отношение к материалу. Он составил фундаментальное произведение «Общая история дел Новой Испании» (1547—1577), опираясь на сведения ацтеков.
Важным является, как отмечает С. А. Токарев, что несмотря на то, что в данный период появляется много известий о народах, которые ранее были или полностью неизвестны, либо данные по ним были скупы, многие европейские путешественники и миссионеры рассматривали туземцев крайне предвзято, а также, как, например, Диего де Ланда, уничтожали их культуру и письменность, считая языческой.

### Развитие этнографической науки в XVIII—XIX вв. Мифологическая школа
На начальном этапе наиболее полными являются известия миссионеров. Так, иезуит Пьер де Шарлевуа первым отмечает такое явление, как тотемизм, а также матриархальную систему или её пережитки у многих племён Северной Америки. Менее насыщены данные по этнографии Южной Америки, где существует труд Мартина Добрицгофера «Истории абипонов», на труды которого ссылались многие этнографы и который первый описал обычай «кувада».
Несмотря на то, что ещё в XVI веке некоторые европейские суда достигали Австралии и Океании, лишь в XVIII—XIX веках начинается систематическое изучение данных регионов (См.подр: История исследования Австралии, Океания). В 1700—1701 годах выходит книга Ле Гобиена «История Марианских островов», открытия острова Пасхи, а также сочинения Луи Антуана Бугенвиля. Интересный этнографический материал принесли и путешествия Дж. Кука и Жан-Франсуа Лаперуза. Происходит дальнейшее изучение Африки и Азии.
Именно в это время впервые используется кросс-культурный метод, хотя и в зачатковом состоянии. Впервые им воспользуется Ж. Лафито, Г. Форстер, Шарль де Бросс (ввел такое понятие как фетишизм, географические названия «Австралия» и «Полинезия»).
Важнейшей вехой является XIX век, в котором наряду с дальнейшим изучением народов вне Европы, начинается усиление к познанию своей самобытности, усилившееся после Великой французской революции. Особенно данные воззрения имели силу в раздроблённой Германии, где после оккупации Наполеоном I немецких земель нарастают патриотическая идеология и интерес к самобытной культуре своего народа. Одним из первых это озвучит И. Г. Фихте. Впоследствии появляются работы Ахима фон Арнима и К. Брентано — одних из первых собирателей народной песни, а также впервые (Арнимом), ввёдших такое понятие как «Volkskunde».
Целый этап связан с Якобом и Вильгельмом Гримм, собирателей сказок, которые они рассматривали с точки зрения индогерманизма, а также выделяли особенные немецкие сказки, например, о животных, считая их присущим только данном народу.
Воззрения братьев Гримм были первыми, которые обозначили зарождавшееся направление — Мифологическую школу.

### Эволюционная школа
Основателем считается Эдуард Тэйлор (1832—1917), написавший капитальный труд «Первобытная культура» (1871 г.), где автор делает следующие выводы (основная концепция данной школы):
- 1. Культура развивается по линии прогресса от первобытного состояния к современному.
- 2. Существующие различия между народами не имеют отношения к расовым различиям, а отражают лишь достигнутый уровень культурного развития.
- 3. Все конкретные элементы культуры у каждого народа либо изобретены самостоятельно, либо заимствованы у соседей, либо унаследованы от прошлых эпох[47].

Также Э. Тэйлору принадлежит введение такого понятия, как «пережиток». Например, разбитое зеркало, которое носит рудиментарный характер, но тем не менее вера о том, что это к неудаче сохраняется до сих пор.
Также видными представителям этой школы были Дж. Фрэзер, Л. Морган, И. Я. Бахофен, Г. Спенсер и др.

### Культурно-историческая (культурно-антропологическая), диффузионизм
На волне критики теории эволюционистов возникли многие другие мнения.
Одним из первых была концепция диффузионизма — от лат. diffusio — «растекание», «разлитие» — теория, по которой распространение культуры, ход исторического процесса зависел от контактов между народами, история человечества — это столкновения, заимствования, переносы культур.
Выделяются следующие школы этого направления:
- Антропогеографическая школа — основатель Ф. Ратцель. Основной его заслугой является выделение условий и закономерностей явлений культуры по странам, зонам. Также он первым отметил понятие «этнографический предмет» — явления материальной культуры, свидетельствующие об исторических связях между народами: Племенному родству, которое является кровным родством, мы противопоставляем этнографическое родство, которое может опираться на чисто внешнее соприкосновение, скажем на сношения[49].

На основе теории Ф. Ратцеля возникают новые учения: Фрейбургская (или Баденская) и Марбургская школы. Из Баденской школы выделяются культурно-историческое направление и сторонники культурных кругов.
- Культурно-историческое направление. Представители — Ф. Гребнер и патер В. Шмидт. Самым важным понятием этой школы — концепция «культурных кругов» — теория о том, что существуют т. н. культурные круги, которые состоят из элементов той, или иной культуры, появившиеся лишь однажды у того, или иного народа («культуры»).

Под влиянием теории Ф. Гребнера возникает и т. н. «Венская школа», основателем которой считается католический патер В. Шмидт. Культурные круги он разделил по их «архаичности». Так самым первым был « пигмейский». Во многом теория В. Шмидта противоречила гипотезе Ф. Гребнера, как географической, основной причиной было учение Венской школы о «прамонотеизме» — учение клерикалов об одном едином боге, якобы, присутствующем у самых отсталых народов, но взаимосвязь с другими культурами «исказила» этот образ, затмили исконно чистый образ бога.
- Школа Л. Фробениуса. Основным отличием от других школ диффузионизма было учение о «душе культуры» — «paideuma», культура имеет и свой возраст — она рождается, растёт, стареет и умирает, это «живое» существо. Также ему принадлежит попытка классификации первых стадий религии, систематизация и картографирование «культурных кругов». С. А. Токарев пишет: Бесспорную заслугу Фробениуса составляет то, что он впервые ввел в широком масштабе и строго систематически метод картографирования явлений культуры. Серия карт, приложенная к его «Происхождению африканских культур», представляет и до сих пор несомненную ценность[51].

### Французская социологическая школа
Когда я действую как брат, супруг или гражданин, когда я выполняю заключённые мною обязательства, я исполняю обязанности, установленные вне меня и моих действий правом и обычаями. Даже когда они согласны с моими собственными чувствами и когда я признаю в душе их реальность, последняя остаётся всё-таки объективной, так как я не сам создал их, а усвоил их благодаря воспитанию.
Если эволюционисты выделяли главным предметом этнографии человека, а диффузионисты — культуру, то зародившаяся в конце XIX в. «социологическая» школа — человеческое общество.
Главным её представителем был Эмиль Дюркгейм. Несмотря на то, что первым законы об обществе начал рассматривать Огюст Конт, Дюркгейм был первым, кто применил их при этнографическом исследовании.
Одним из главных понятий социологической школы было понятие «коллективное представление» — совокупность верований и чувств, общих в среднем членам одного и того же общества, образуют определённую систему, имеющую общую жизнь, они не возникают у человека из его личного опыта, а заимствуются из окружающей его социальной среды.
Важными являются исследования о религии. Э. Дюркгейм считал, что религиозное мировоззрение делит мир на 2 половины: «мир священный» и «мир обыденный», между которыми есть непереходимая граница. Переход между ними возможен, но только посредством изменения собственного существа — инициации, монашество, аскетизм, то есть явления, при которых человек отказывается от основных потребностей (ср.: «базовые потребности» у Б. Малиновского). Само происхождение религии Э. Дюркгейм видит в обществе, общественной среде, бог — выражение сил, которым надо подчиняться, не понимая их происхождения (ср.: власть царей, князей и т. д.)
Эмиль Дюркгейм создал целую школу в этнографии. Его учеником является Марсель Мосс — автор работ о «дарении», как социального явления, которое не только материальное, но и нематериальные (праздники, обряды. Ср.: приданое, сватовство, подарки на свадьбу и т. д.).
Одновременно с Дюркгеймом начинает свою исследовательскую деятельность Леви-Брюль. Основываясь в целом на теории о «коллективном представлении», он выводит следующие понятие — дологическое мышление восприятия мира отсталых народов через эмоции и волевых актов, вера в мистичность окружающего мира, человек не ищет объяснения мира, а воспринимает его чисто субъективно, тогда как «современные» народы — объективно. Соответственно и религия делится на две части — на собственно «религию» и «дорелигию». За схематизм (так как многие действия народов, состоящих на низком уровне развития, действовали весьма логично), Леви-Брюль подвергся критике со стороны многих учёных — Ф. Боас, Б. Малиновский, Р. Лоуи и другие. Впрочем, и сам Леви-Брюль указывал, что « дологическое мышление» присутствует и у европейских народов (пережитки, обряды, суеверия и др.)

### ШколаФранца Боаса
С начала 30-х годов возникает новая этнографическая школа — американская школа исторической этнологии, её основоположником и создателем является выдающийся учёный Франц Боас.
Франц Боас считал, что нужно составить историю человечества, для чего надо сначала изучить историю каждого отдельного народа.
Из школы Боаса вышли в основном все американские этнографы (антропологи) первой половины XX в. Ученики Боаса — А. Кребер, А. Гольденвейзер, Р. Лоуи, Л. Уайт.

### Функциональная школа. Функционализм
Несмотря на то, что данная этнографическая школа начинает быть популярной в 20-е годы, огромное воздействие на неё оказал французский социолог Э. Дюркгейм. В основе направления лежит идея культуры как целостного и единого образования, в которой каждый элемент играет важную роль, а разрушение одного из них, может её нарушить.
Задача этнографа заключается не в том, чтобы выяснить историю происхождения тех или иных институтов, а чтобы показать их значение в данном обществе и показать это с определённой целью, не ради большей точности описания, но чтобы научить колониальные власти и предпринимателей, имеющих дело с этим народом, как нужно обращаться с ним для более удобного достижения своих целей.
Основоположниками данной концепции являются Б. Малиновский (культура служит нуждам индивида) и А. Рэдклифф-Браун (культура служит всему обществу). Бронислав Малиновский выделяет три вида основных человеческих потребностей: базовые (пища и др.); производные (распределение продуктов жизнедеятельности, в защите поселений, контролю рождаемости), интегративные (законы, религия и др.)

### Психологическая школа. ТеорииЗ. ФрейдаиК. Юнга
Данное направление обозначает целый ряд течений, которые довольно значительно отличаются одно от другого. Основоположником являлся известный психиатр Зигмунд Фрейд, первым попытавшимся исследовать народы с точки зрения психоанализа, сравнивая психологию первобытных народов с ребёнком, где важную роль играл Эдипов комплекс, выведенный им же.
Несмотря на критику ряда этнографов (Б. Малиновского и других), данная теория получила распространение среди многих психологов и народоведов. Важной заслугой называет С. А. Токарев то, что учёный сломал «табу» на сексуальные взаимоотношения, первым осветив данный вопрос в этнографии.
Следующий этап связан с учеником, позже отделившемся от Фрейда, известным психиатром и психологом Карлом Юнгом, который помимо индивидуального бессознательного выдвинет ещё и коллективное бессознательное, следствием чего станет становление такого понятия как архетип.
Также представителями данной школы являлись: К. Кереньи, М. Элиаде (иерофания), Ж. Лакан, Г. Рохейм (культура — защитная система против младенческого страха отделения от матери, вся цивилизация — невроз) и другие.

### Культурный релятивизм и теория ценностей в американской этнографии
Учение, возникшее после Второй мировой войны, одной из главных идей которого было признание обособленности каждых народов, их культурная идентичность. Представители теории — Т. Норсроп и М. Херсковиц.

### Этнопсихологическая школа в США
Несмотря на то, что до 30-х годов XX в. в США доминировала школа Франца Боаса, выделяется и новое направление. Главной причиной являлось несоответствие отрицания Ф. Боасом любых закономерностей в развитии той или иной области культуры (точнее — более детального их изучения, а не переноса всех теорий на все народы).
Часть исследователей попытались найти закономерности, но в отличие от эволюционистов не в быте (общности материальной культуры), а в психологии. Так и зародилась новая школа — этнопсихологическая.
Где основными понятиями этого учения были:
- Главным понятием является индивид — личность. Именно с него и следует начать изучать те или иные народы. Не с социума в целом, а с индивида в частности.
- Институт детства. Именно то, как обращались с ребёнком в его раннем детстве (ношение, кормление и т. д.) влияет на возникновение «основной личности».
- Из понятия «основная личность» можно выделить как тип культур, так и предсказать их развитие. Например, А. Кардинер — основоположник данной школы, приводил пример жителей о. Алор, где, якобы, слабая материнская забота о ребёнке накладывала отпечаток на культуру (сейчас уже доказано, что наоборот, участие женщин в земледелие накладывали особенности, именно социально-экономический фактор, стал основой для обособления культуры этих людей, а уже потом привёл и к «слабой материнской заботе»)[61].

В настоящее время данная школа представляет лишь историографический интерес.

### Советская школа в этнографии
Советская школа стала использовать термин этнография в 1920-е годы. С 1926 по 1930 год выходил журнал «Этнография», с 1931 по 1992 год журнал назывался «Советская этнография». При этом, несмотря на распространение в зарубежных странах для обозначения науки, занимающейся изучением этнографической проблематики, термина «этнология», в советской литературе этот термин не получил распространения, и этнография объединяла как описательную, так и теоретическую стороны исследования народов мира.
В 1990 году директор Института этнографии Академии наук В. А. Тишков вынес инициативу о переименовании науки с «этнографии» на «этнологию». Несмотря на переименование ряда московских высших учебных заведений, проект не был поддержан этнографическим сообществом: «Не так-то просто было решиться на переименование института и дисциплины в целом из этнографии в этнологию, если несколько поколений формировалась идентичность учёных как этнографов, а само слово „этнография“ сохраняло своё достойное содержание».
Советская школа базировалась как на зарубежных исследованиях, так и на отечественных. Ещё К. Д. Кавелин за 10 лет до Э. Тэйлора первым выделил такое понятие, как «пережиток».
Д. Н. Анучин первым привлёк для решения сложных задач комплексный подход. Также существуют произведения В. Г. Богораз, Л. Я. Штернберг и другие.
В 1840-е — 1860-е главным центром изучения народов было отделение этнографии Императорского Географического общества (позднее Русское географическое общество) в Санкт-Петербурге. В 1868 после принятия нового устава Общества любителей естествознания, антропологии и этнографии оно стало вторым центром изучения этнографии России. С начала XX в. начинает всё более выделяться Музей антропологии и этнографии им. Петра Великого (Кунсткамера), под руководством В. В. Радлова, музей координировал работу исследователей по всей России, в том числе в Москве и Казани, был крупнейшим этнографическим центром в стране.
Р. Ф. Итс пишет: 
Великая Октябрьская социалистическая революция свершилась в многонациональной стране. Решение национального вопроса стало важной заботой советской власти. Ликвидация всех последствий антинациональной политики царизма…, активное социалистическое строительство в национальных окраинах бывшей империи требовало научного знания уровня их развития… Выдающуюся роль в этой революционной и преобразующей деятельности сыграла советская этнографическая наука и её научный центр — Музей антропологии и этнографии.
Начинают открываться музеи, а также курсы этнографов для изучения национальных окраин. В. Г. Богоразом был создан Музей религии и атеизма в Казанском соборе.
В 1933 году был создан Институт антропологии и этнографии Академии наук СССР, с 1935 г. — Институт этнографии АН СССР.

Следующий этап связан с академиком Ю. В. Бромлеем, который возглавлял Институт этнографии, при нём была завершена энциклопедия «Народы мира» (1966 г.), « Страны и народы» (1986 г). Ю. В. Бромлей пишет: 
Понимание этнографии как науки, изучающей все этносы на всех этапах их исторического пути делает её ответственной за разработку общей этнографической характеристики народов мира, включающей в себя их историческую этнографию и современное положение… необходимость выявления общего и особенного в этнографической картине мира предполагает исследование не только основных этнических единиц — самих народов, но и этнических общностей высшего порядка, а также таких межэтнических комплексов, как хозяйственно-культурные типы и историко-этнографические области.
Сергей Александрович Токарев — выдающийся этнограф, религиовед, автор таких монографий, которые до сих пор являются ключевыми, как «История русской этнографии», «Истоки этнографической науки», «История зарубежной этнографии», «Религия в истории народов мира». Редактор и автор большинства статей об Австралии и Океании, индейцев Америки, а также многих народов Западной Европы. 
Благодаря таким ученым, как С. А. Токарев, отечественное обществоведение XX в. сумело выжить в условиях жесткого идеологического диктата, более того, опираясь на традицию и развивая её в единственно возможном в то время марксистском ключе, смогло выйти на передовые рубежи… Работы настоящих ученых советского периода, к числу которых, несомненно, принадлежит С. А. Токарев, останутся в чести у читающей публики, поскольку они прочно вошли в золотой фонд отечественной и мировой науки, и многим уже понятно, что, только переиздавая и широко обсуждая эти работы, возможно сохранить преемственность российской научной традиции.

Академик Б. А. Рыбаков на праздновании 70-летнего юбилея С. А. Токарева в 1969 г. сказал: 
В Москве есть три этнографических учреждения: Институт этнографии АН СССР, кафедра этнографии исторического факультета МГУ и Сергей Александрович Токарев.
Современная отечественная этнография продолжает труды своих предшественников большей частью под именем этнографии. Этнографические исследования культуры и поведения русских горожан ХХ — XXI вв. осуществляются под именем «культурная антропология» (см. Культурная антропология#В России).

### Неоэволюционизм
Основателями неоэволюционизма считаются Л. Уайт и Дж. Стюард. Во многом поддерживая своих предшественников (эволюционистов), они отвергали однолинейность развития культуры, предлагая несколько концепций эволюции.

### Структурализм
Его можно разделить на две части:
1. Структурный функционализм (идёт от трудов функционалистов Б. Малиновского и А. Радклифф-Брауна). Одним из основателей является Э. Эванс-Притчард. В основе его теории — понятие о том, что описание фактов подчиняется определённой социологической теории. Так, например, «политическая система» состоит из базы материального производства и всей общественной жизни, экологической среды, родоплеменной структуры, системы возрастных классов. Важным понятием является «структурное пространство» — расстояние не физическое, а основанное на родоплеменном отношении.
2. Французский структурализм. Основателем считается Леви-Стросс. Главной его идеей было единство человеческого разума на всех стадиях развития, и строгое логическое мышление с преобладанием сознательного и разумного. Все явления в глазах людей имели свою логичность.
Также продолжают разрабатываться и другие концепции, и развиваться старые.

## Выдающиеся исследователи — этнографы
- Гумилёв Лев Николаевич
- Итс Рудольф Фердинандович
- Гадло Александр Вильямович
- Токарев Сергей Александрович
- Бромлей Юлиан Владимирович
- Фрэзер Джеймс Джордж
- Леви-Стросс Клод
- Боас Франц
- Малиновский Бронислав Каспар
- Миклухо-Маклай Николай Николаевич
- Тайлор Эдуард Бернетт
- Морган Льюис
- Дюркгейм Эмиль
- Мид Маргарет
- Бенедикт Рут

### Учебники
- Этнология (этнография) / под ред. В. А. Козьмина, В. С. Бузина. — М.: Издательство Юрайт, 2022. — 438 с. — (Высшее образование). — ISBN 978-5-534-00916-3.